# Giorgos Katidis
Giorgos Katidis - em grego, Γιώργος Κατίδης (Salônica, 12 de fevereiro de 1993) é um futebolista profissional grego, oficialmente banido da seleção de seu país, que joga como meia-atacante. Atualmente se encontra no Olympia Prague.

## Carreira
Durante a sua juventude foi jogador do Aris Salônica, mostrando grandes capacidades a nível futebolístico, tendo depois sido encaminhado para a Seleção Grega sub-17, onde jogou 8 vezes e marcou 2 gols.
Jogou ainda por AEK Atenas, Novara, Veroia, Levadiakos, Panegialios e Jaro, assinando com o Olympia Prague, clube da segunda divisão do Campeonato Tcheco.

## Polêmica
Durante um jogo entre AEK Atenas e Veroia, em março de 2013, Katidis, após marcar um gol, celebrou-o fazendo a saudação nazista, provocando polêmica internacionalmente. O gesto custou caro: por unanimidade, a Federação Grega de Futebol baniu o meia-atacante por toda a vida da seleção nacional (embora tivesse jogado pelas categorias de base). A entidade disse: "é um insulto profundo para todas as vítimas de brutalidade nazista".
Ewald Lienen, técnico do AEK, não chegou a defender Katidis, ao contrário do brasileiro-polonês Roger Guerreiro, que afirmara que o companheiro de clube não tinha conhecimento do gesto. Katidis foi ainda afastado e multado pelo AEK até o encerramento da temporada. Ele alegou que o gesto era para Michalis Pavlis, que não participara do jogo por estar lesionado, e declarou, em sua conta no twitter, que não era um jogador racista e que abominava o racismo.

## Títulos

### Prêmios individuais
- Equipe do torneio do Campeonato Europeu Sub-19 de 2012[4]